# Sergej Taboritskij
Sergej Vladimirovitj Taboritskij (russisk: Сергей Владимирович Таборицкий, født den 12. august 1897, død 16. oktober 1980) var en russisk nationalist og monarkist, der i 1922 skød Vladimir Dimitrevitj Nabokov, far til den russiske forfatter Vladimir Nabokov. Han flyttede til Tyskland, var medlem af NSDAP fra 1942 og samarbejdede med Gestapo. Han fornægtede hele livet sin jødiske afstamning og påstod at nedstamme fra en opdigtet russisk adelsslægt. Kort før 2. verdenskrigs afslutning flygtede han fra Berlin og boede i Limburg an der Lahn, hvor han af og til skrev i monarkistiske blade.